# Bătălia de la Actium
Bătălia de la Actium a reprezentat o bătălie decisivă între urmașii lui Iulius Caesar. Aceștia erau Gaius Iulius Caesar Octavian (nepotul lui Caesar) și un general al lui Caesar, Marcus Antonius. Bătălia a avut loc în apropierea insulei Levkas, la Actium în vestul Greciei la 2 septembrie 31 î. Hr.. Această bătălie a marcat sfârșitul republicii romane și începuturile Imperiului Roman.
Această luptă este considerată una dintre cele mai mari bătălii navale ale antichității. Bătălia s-a încheiat cu victoria zdrobitoare a lui Octavian Augustus, care a profitat de victorie și a ajuns să controleze întreaga putere la Roma.

## Preludiul bătăliei
După moartea lui Caesar în anul 44 î.Hr.conducerea la Roma a fost asigurată de către un al doilea triumvirat, format din Marcus Antonius, Octavian Augustus și M. Aemilianus Lepidus.Prin această înțelegere Marcus Antonius primea Orientul, Octavian Augustus lua Occidentul, iar Lepidus administra Africa.
Într-o primă fază Octavian îl elimină pe Lepidus. În același timp Marcus Antonius se aliază cu Cleopatra regina Egiptului. În aceste condiții un conflict între Octavian Augustus și Marcus Antonius devine inevitabil. Astfel în anul 33 î. Hr izbucnește un război civil între Octavian Augustus sprijinit de Senatul Roman și Marcus Antonius sprijinit de regina Cleopatra regina Egiptului, cu aceasta fiind de altfel și căsătorit.

## Condițiile luptei
În condițiile în care Senatul Roman declarase război Egiptului, fiecare dintre părți aveau nevoie de superioritatea navală: Octavian Augustus pentru a primii provizii și întăriri din Italia, iar adversarul său pentru a traversa Marea Adriatică și a invada Italia. În cursul anului 31 î. Hr Marcus Antonius care își stabilise cartierul general în Pelopones pierde treptat legătura cu provinciile din Orient din cauza blocadei puse la cale de către Octavian Augustus și generalul său Marcus Vipsanius Agrippa. Marcus Antonius și Cleopatra aveau două variante la dispoziție: o primă variantă însemna abandonarea flotei de pe mare și căutarea unui refugiu în Macedonia, unde existau alți aliați ai lui Marcus Antonius; a doua variantă era strângerea vaselor de război rămase și încercarea unui atac pe mare, acțiune urmată de adunarea unei alte armate în Egipt.Marcus Antonius a ales a doua variantă sperând în obținerea unui rezultat favorabil. În aceste condiții a avut loc bătălia navală de la Actium pe data de 2 septembrie, anul 31 î. Hr.
În cealaltă tabără se afla Octavian Augustus sprijinit de către o mare parte din Senatul roman, acesta dorind o confruntare pe mare, fiind încurajat și de faptul că beneficia de un foarte bun general pe mare: Marcus Vipsanius Agrippa. Pentru atingerea acestui scop Agrrippa a tăiat căile de aprovizionare înspre Actium, fără acestea Marcus Antonius fiind obligat să treacă rapid la luarea unei decizii.

## Bătălia
Cele două flote s-au întâlnit în dimineața zilei de 2 septembrie, 31 î.Hr. la intrarea în Golful Actium, Marcus Antonius conducând flota de 230 de nave pentru a putea ieși în Marea Adriatică. Aici a întâlnit flota lui Octavian, condusă de către Amiralul Agrippa. Corăbiile lui Marcus Antonius erau în marea lor majoritate corăbii mari cu 6 niveluri, dar avea și corăbii cu 9 sau 10 niveluri acestea fiind adevărate fortărețe plutitoare, care aveau inclusiv turnuri la pupa și la prora pentru arcași. Totuși Marcus Antonius era dezavantajat de numărul insuficient de vâslași datorat malariei și de faptul că moralul oamenilor era scăzut datorită tăierii liniilor de aprovizionare.

Ordinul de luptă

De cealaltă parte Octavian Augustus dorea o bătălie navală, încercând în același timp să evite o confruntare decisivă pe uscat. Flota lui era formată din nave cu 9 sau 10 nivele, dar era mai numeroasă și beneficia de un comandant experimentat pe nume Marcus Vipsanius Agrippa. În perioada anterioară Octavian încercase și reușise în mod constant să își hărțuiască adversarul atât pe mare cât și pe uscat.
Pentru Marcus Antonius și pentru Cleopatra era vital ca ambarcațiunea care transporta cuferele cu fondurile de război, precum și nava comandant a Cleopatrei să scape nevătămate. De aceea acestea erau escortate de nave de luptă.
Tactica folosită de Marcus Antonius a fost aceea de a comanda aripilor dreapta și stânga, conduse de Lucius Gellius Publicola, respectiv Gaius Sosius să se îndepărteze de centru, forțând astfel inamicul să îi urmeze și astfel să permită reginei Cleopatra să scape.
Lupta s-a încheiat mai repede pe partea pe care acționa Marcus Vipsanius Agrippa, Lucius Gellius Publicola fiind înfrânt. Marcus Antonius intrase deja în confruntarea de pe cealaltă parte, intervenția lui Agrripa hotărând soarta luptei. În aceste condiții și datorită faptului că nava sa era prinsă în încleștare Marcus Antonius a fugit cu un alt vas pentru a putea să ajungă vasul pe care se afla Cleopatra. Deși urmărit Marcus Antonius a ajuns cu bine pe vasul Cleopatrei. Lupta s-a încheiat cu victoria lui Octavian Augustus, totuși Marcus Antonius reușind să salveze mai mult de 70 de vase.

## Consecințe

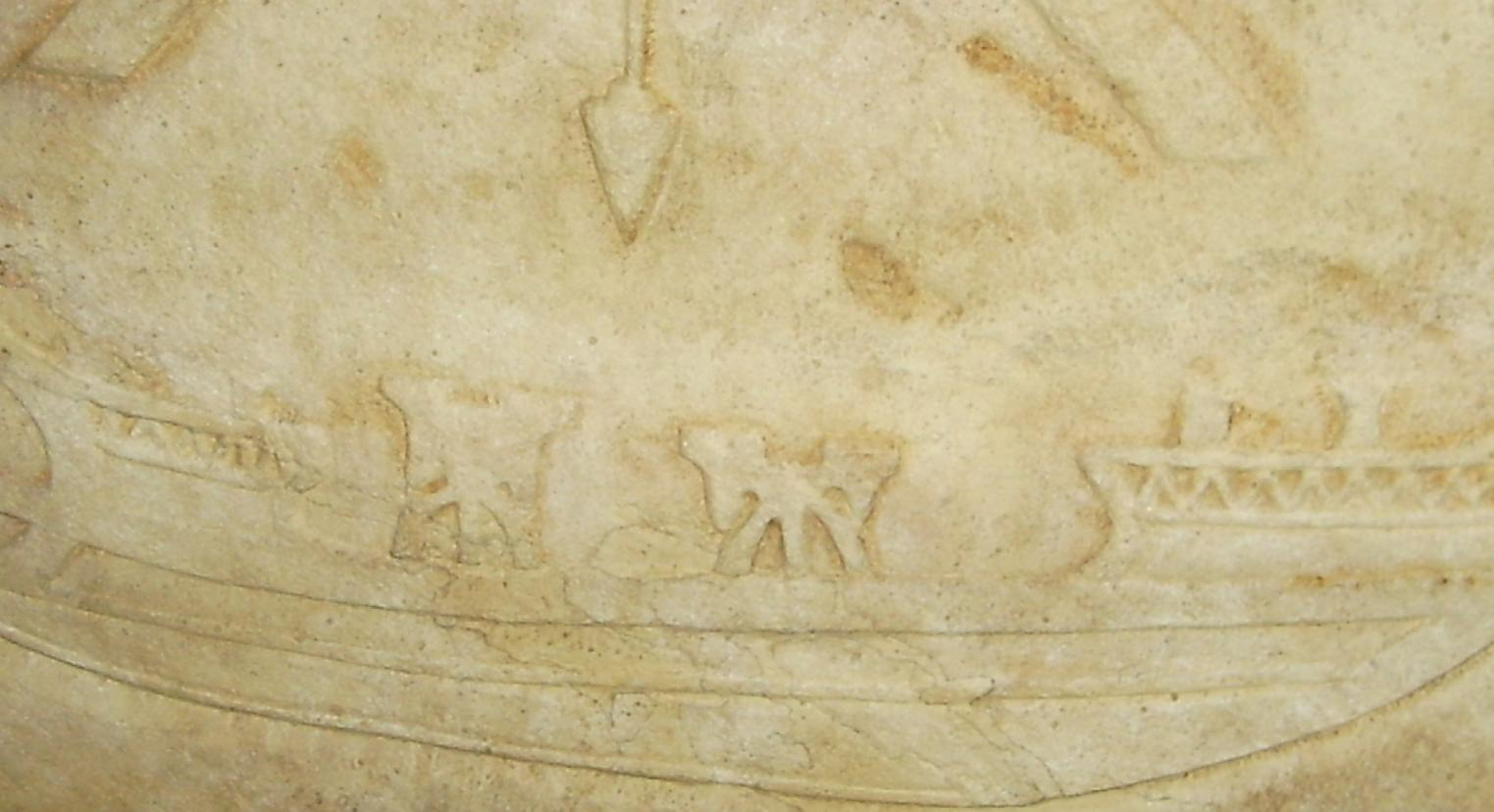
Balistae pe o navă romană.

Datorită acestei bătălii Marcus Antonius a pierdut orice șanse de a mai câștiga confruntarea cu Octavian Augustus. Armata sa, care se afla în Grecia și care trebuia să se retragă spre Macedonia, a negociat predarea, loialitatea față de comandant nefiind atât de puternică. Pe termen mai lung, această confruntare a dus la sinuciderile lui Marcus Antonius și a reginei Cleopatra, la cucerirea Egiptului de către romani, precum și la preluarea conducerii totale de către Octavian Augustus la Roma.